# Románvásár
Románvásár (románul Roman, németül Romanvarasch) Románia Moldva régiójának középső részén található közepes méretű város Neamț megyében

## Fekvése
Karácsonkőtől (Piatra Neamț) 46 kilométerre keletre, a Szeret és a Moldova folyók összefolyásánál fekvő közlekedési csomópont. Észak-déli irányban az DN2-es főút keresztezi.

## Nevének eredete
Feltételezhetőleg állítólagos alapítójáról, Roman halicsi fejedelemtől származik.
Lengyel elnevezése ezért Romanow Torg (a Romanok mezővárosa).

## Története

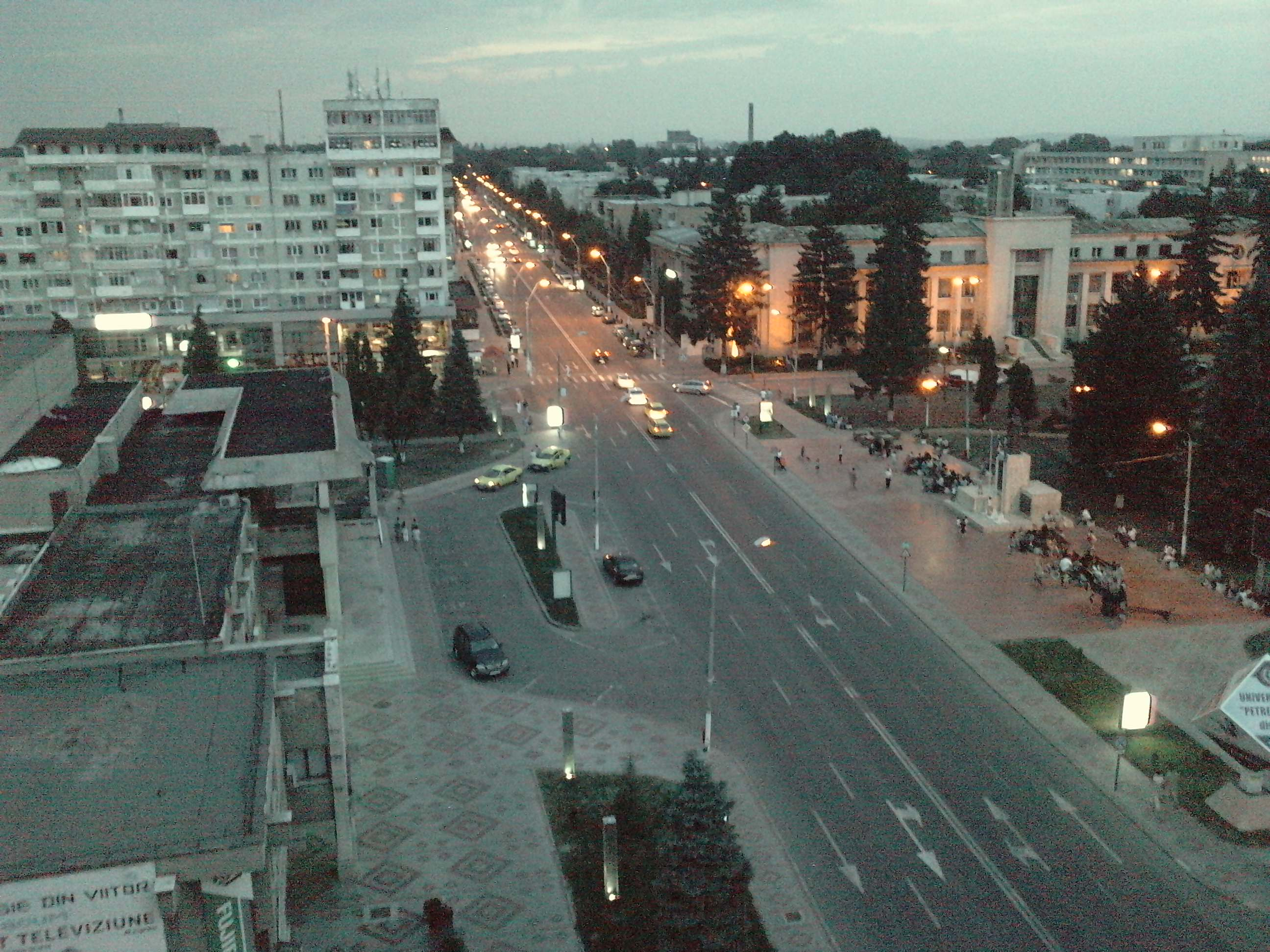
A város látképe

Nevét 1392-ben említették először az oklevelek. A 15. században itt még csak favár állt; kőerődítését 1483-ban Ștefan cel Mare építtette. Alexandru cel Bun alatt ortodox püspökségi székhely lett. Püspökeinek egyike az 1624-1693 között élt ukrán származású Dosoftei metropolita, neves író volt, aki egyházi írásaiba népi mondákat és hagyományokat is beleszőtt.
A város szomorú nevezetességei közé tartozik, hogy itt fejezték le a híres moldvai krónikaírót Miron Costint, aki lengyel műveltségének felhasználásával törekedett a moldvai kultúra felvirágoztatására.

## Ipar, kereskedelem
A Szeret folyó jobb partján fekvő város egyben híres víziút is, mely a moldvai fejedelmek középkori székhelyét Szucsávát a dunai kikötőkkel kötötte össze, ezáltal kedvezően elősegítette a város kereskedelmének fejlődését is.
A város ipara a 20. század ötvenes éveiben korszerűsödött, régi cukorgyára és gépgyára is újjáépült, továbbá betonelemgyár, csőgyár kerámiaüzem is létesült itt.

## Lakossága
A 2011-es népszámlálás adatai szerint a város 50 713 lakosából 44 793 román, 1549 roma. 132 fő lipovánnak, 16 fő olasznak, 15 fő görögnek, 11 fő németnek, 9 fő magyarnak vallotta magát. Ugyanakkor 5316 fő vallotta magát római katolikusnak, ami jelentősen meghaladja a magyarok és csángók összesített számát. A magyar és nemzetközi szakirodalom egyöntetűen egyetért abban, hogy a Moldvában élő katolikus lakosság kis számú kivétellel magyar származású; ezt jelentős román kutatók is elismerik. Tánczos Vilmos szerint „Az asszimilációs folyamatok eredményeként ma már a moldvai katolikusok többsége egyáltalán nem ismeri ısei anyanyelvét és magát románnak tartja.”

## Nevezetességek
- Püspöki templom (Biserica Episcopala) - A város legértékesebb műemléke. Építése a 15. században kezdődött, Petru Rareș fejedelem uralkodása alatt fejeződött be. Az erődített kolostor központjában fekvő templom jellegzetes moldvai alkotás: háromkaréjos szentélyzáródású épületében a naosz súlypontját torony jelzi. Architektúráját később a 17, 18, 19. századokban ismét megújították. A belsejében található értékes falfestmények a 16-17. század fordulóján készültek. Készítőjük az újabb kutatások szerint suceviṭai lehetett.
- Nagyboldogasszony-templom (Biserica Precistả Mare) - 1569-ben Alexandru Lăpușneanu fejedelem felesége, Ruxandra emeltette, ezért Ruxandra néven is ismert. Vaskapuja 1826-1838 között készült.
- Szent Fejedelmek temploma (Biserica Sfintii Voievozi) - II. Ștefan Tomșa fejedelem alapította. Jelenlegi formája a 17. század elején alakult ki.
- Örmény templom (Bioserica armenească) -  a környék nagy számú örmény telepesének kezdeményezésére 1609-ben épült. Alapítóinak kulturális öröksége következtében régi kéziratairól nevezetes hely.
- Történelmi múzeum - A város és környéke régészeti emlékeit őrzi.
- Természettudományi múzeum - Gazdag gyűjteményének állattani része különösen érdekes.
- Városi park - 1963-ban létesült, sétányain Moldva kiemelkedő személyiségeinek szobrai láthatók.
- Roman Musat fejedelem vára - A vár maradványai, mely eredetileg fából és földből épült. A váregyüttest a 15. század második felében jelentős erődítménnyé fejlesztették.

## Galéria

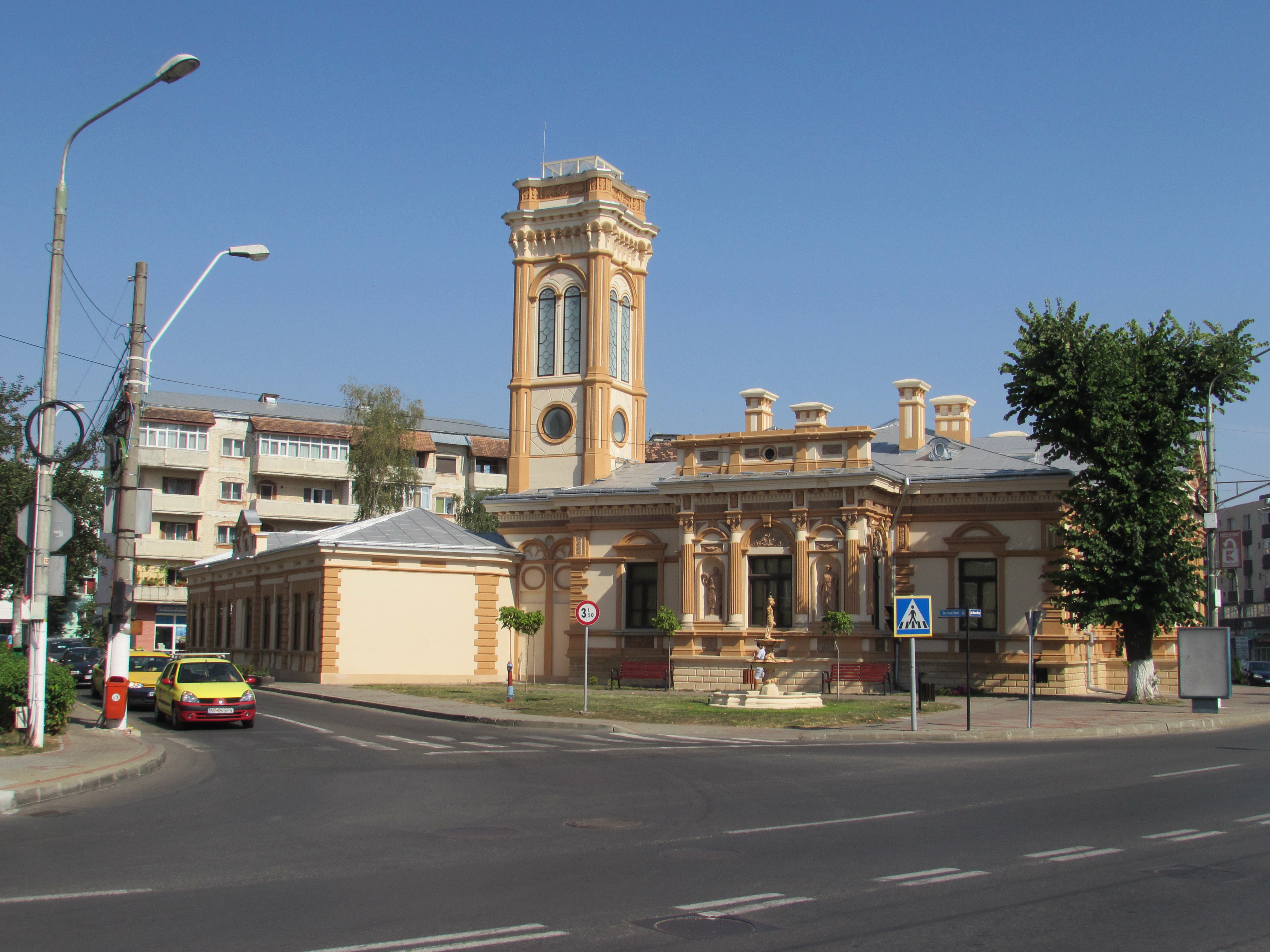
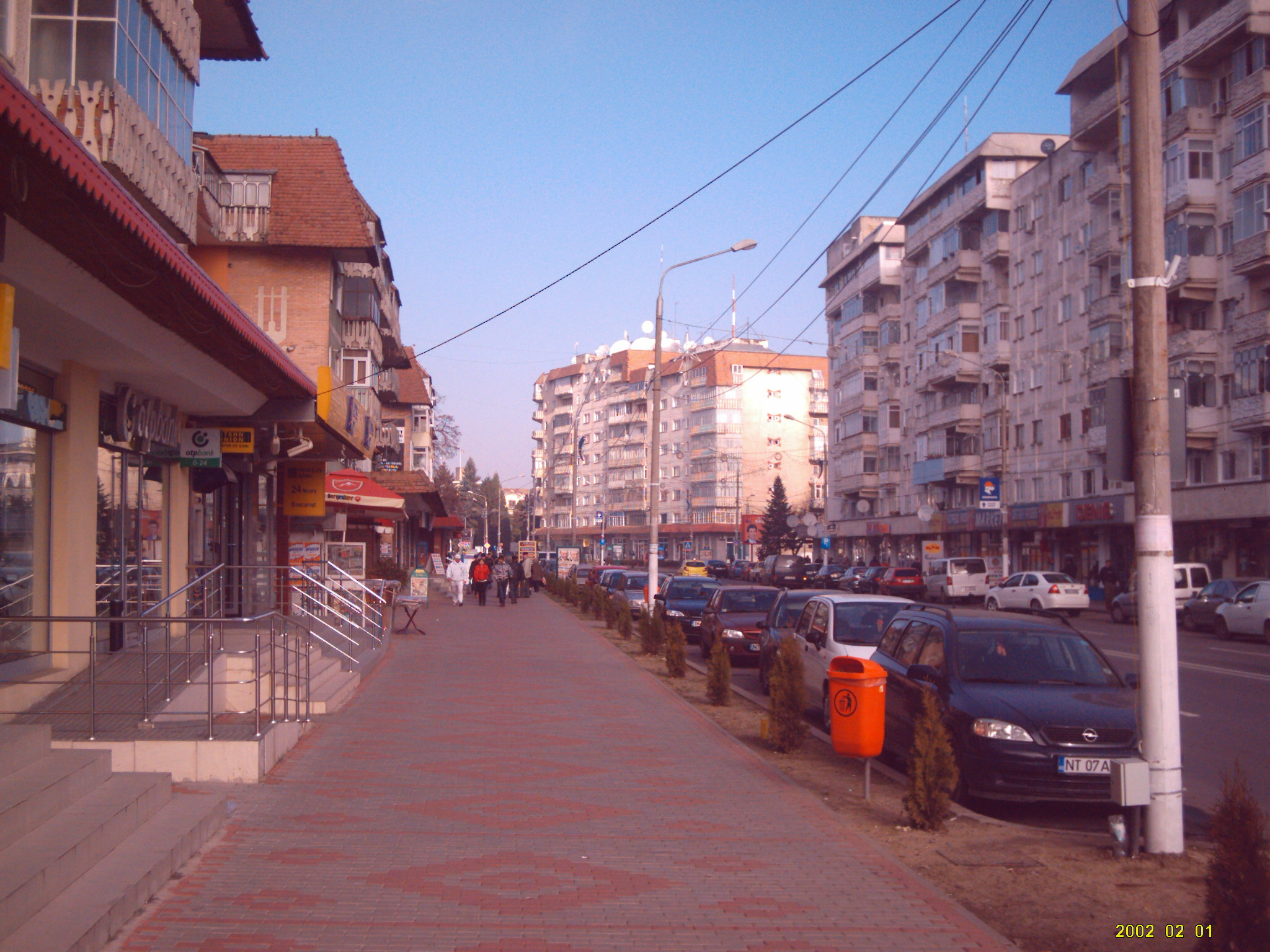
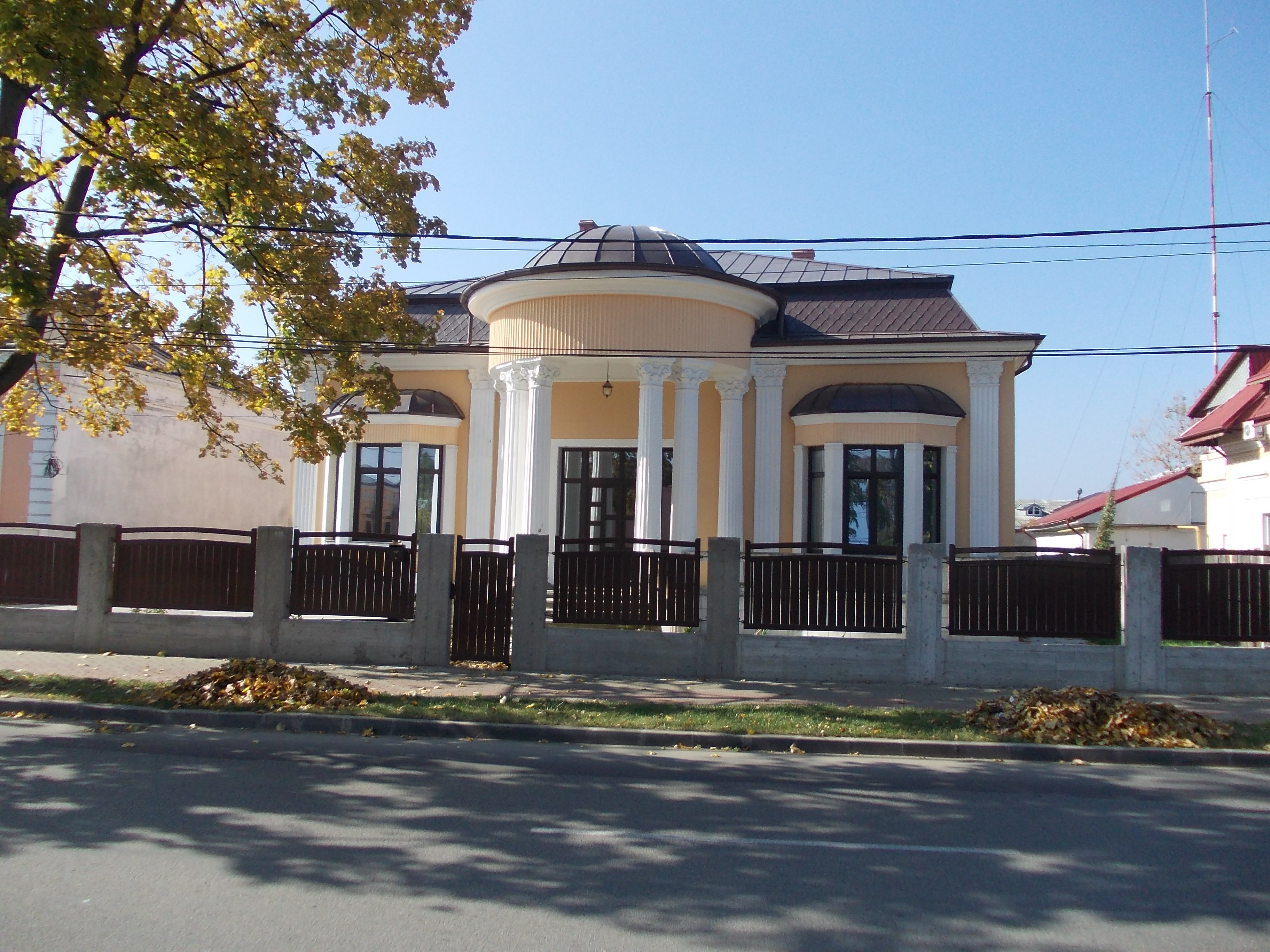
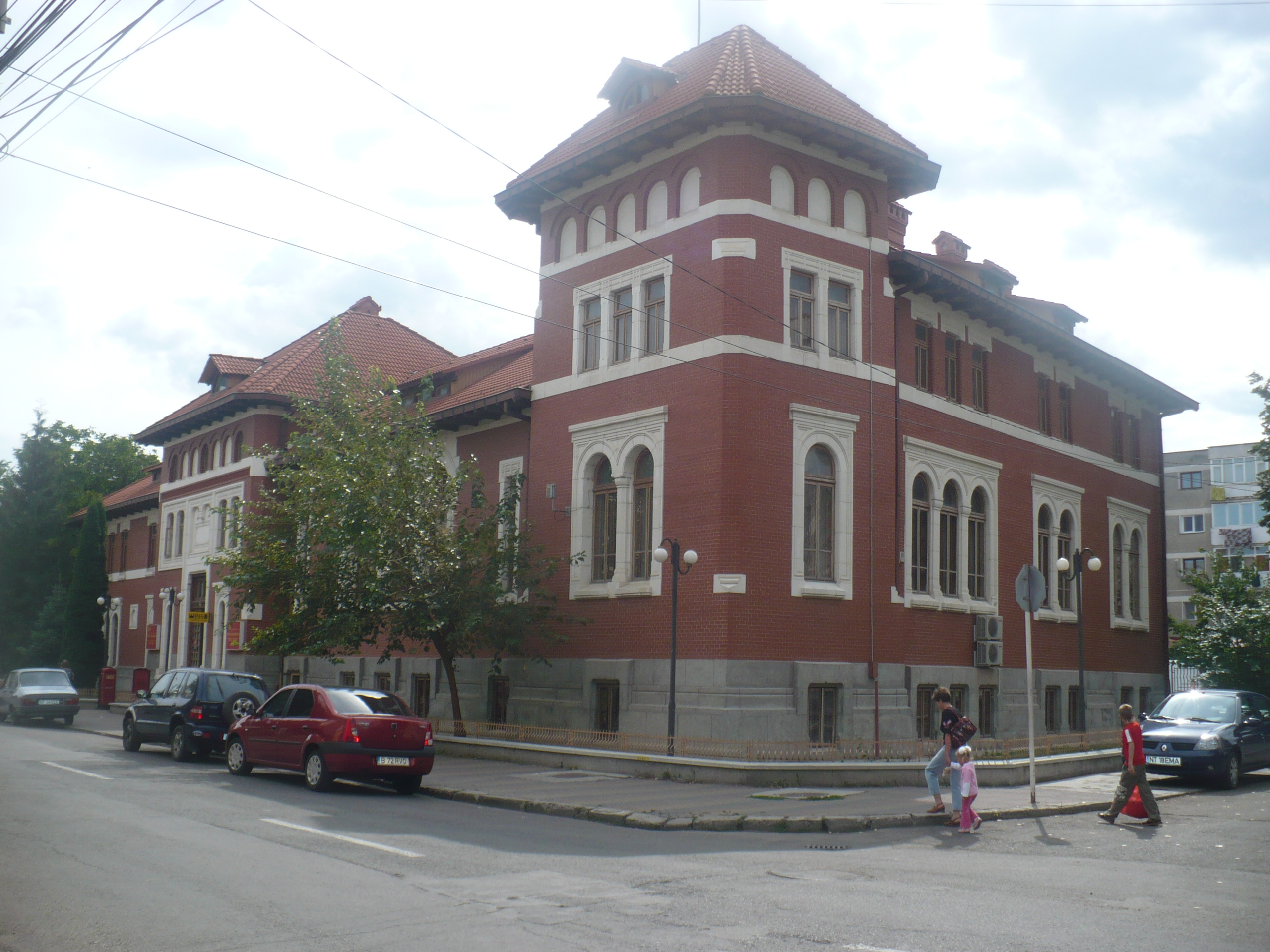
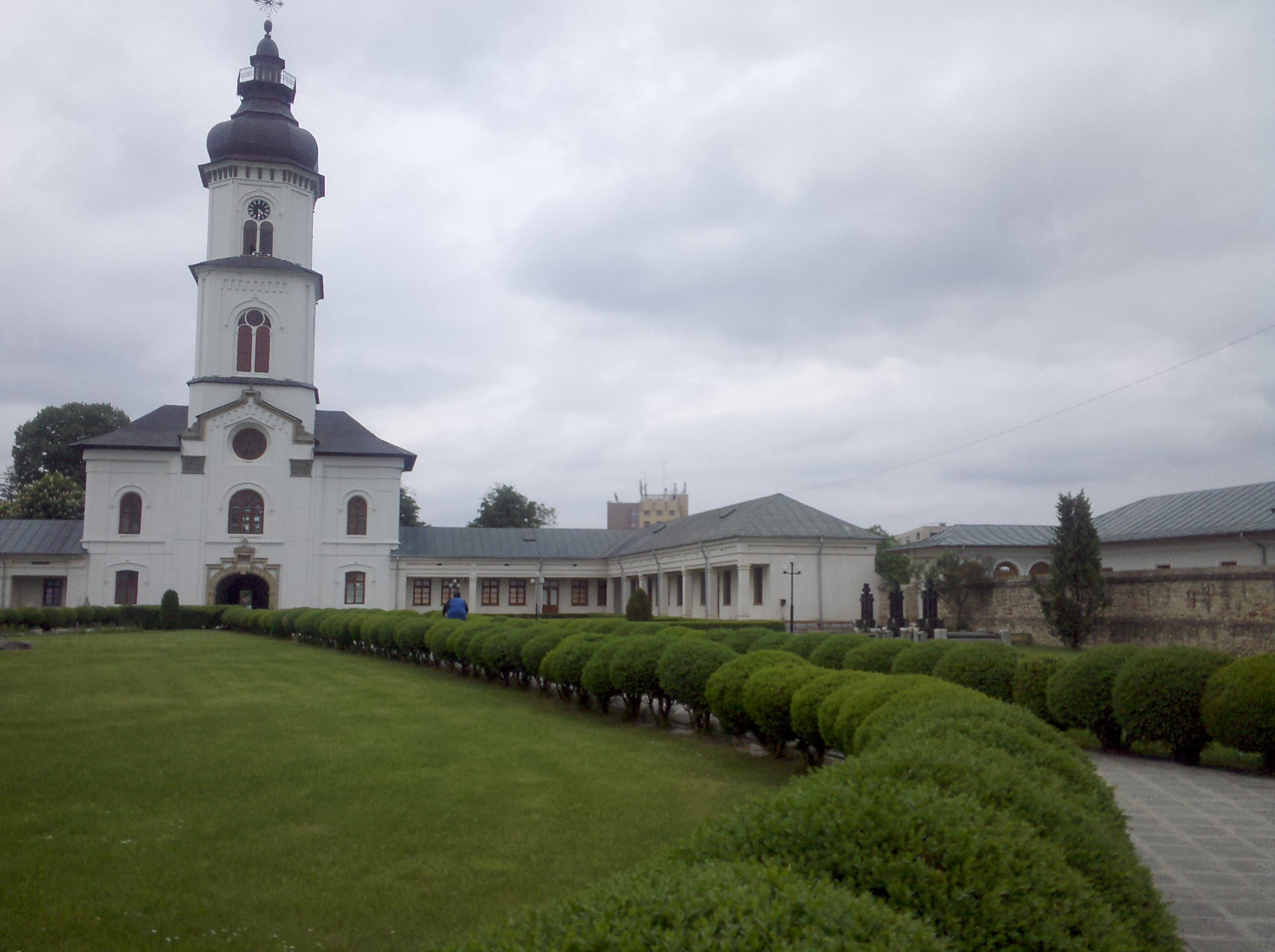
Püspöki templom
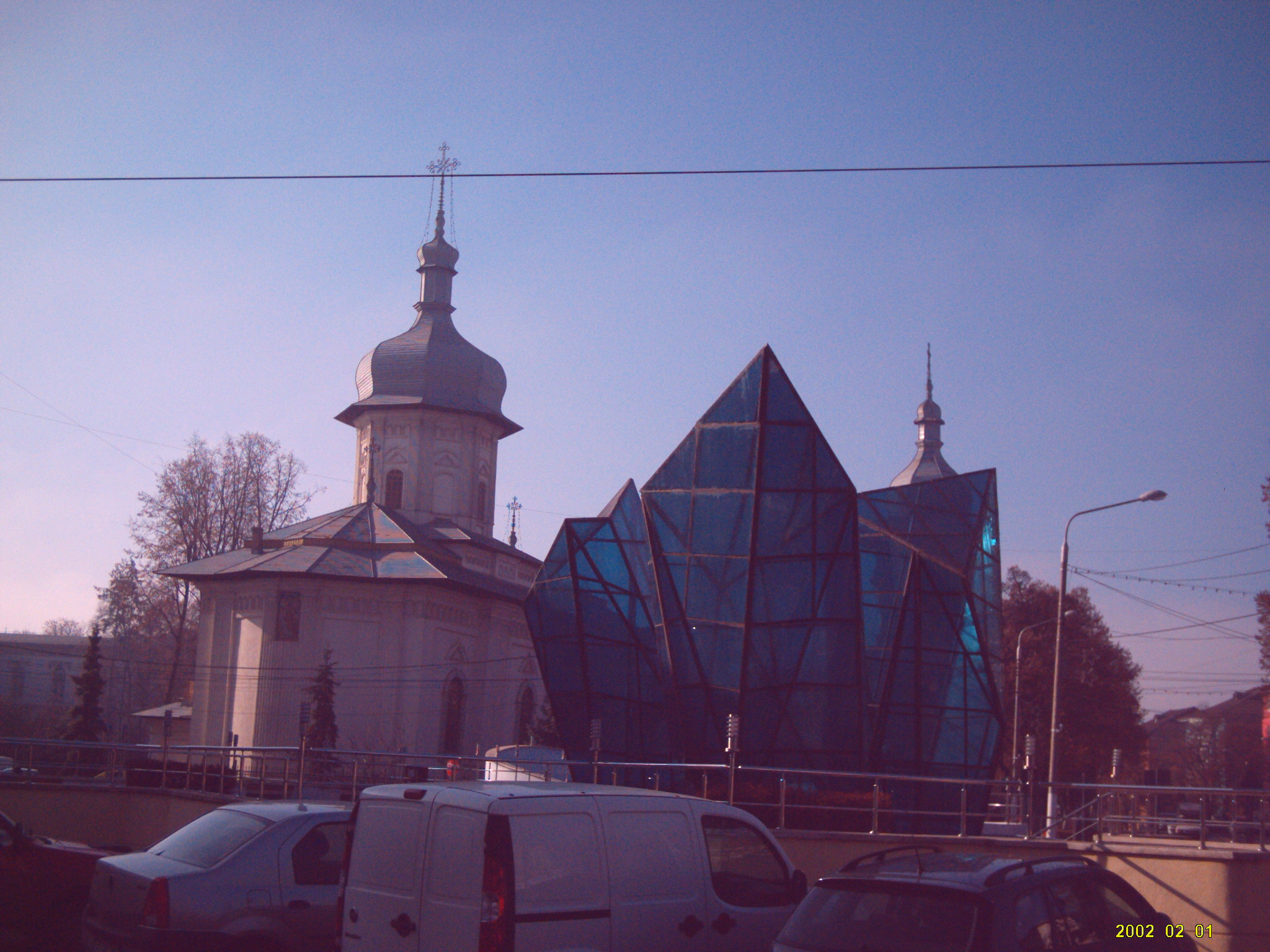
Nagyboldogasszony templom
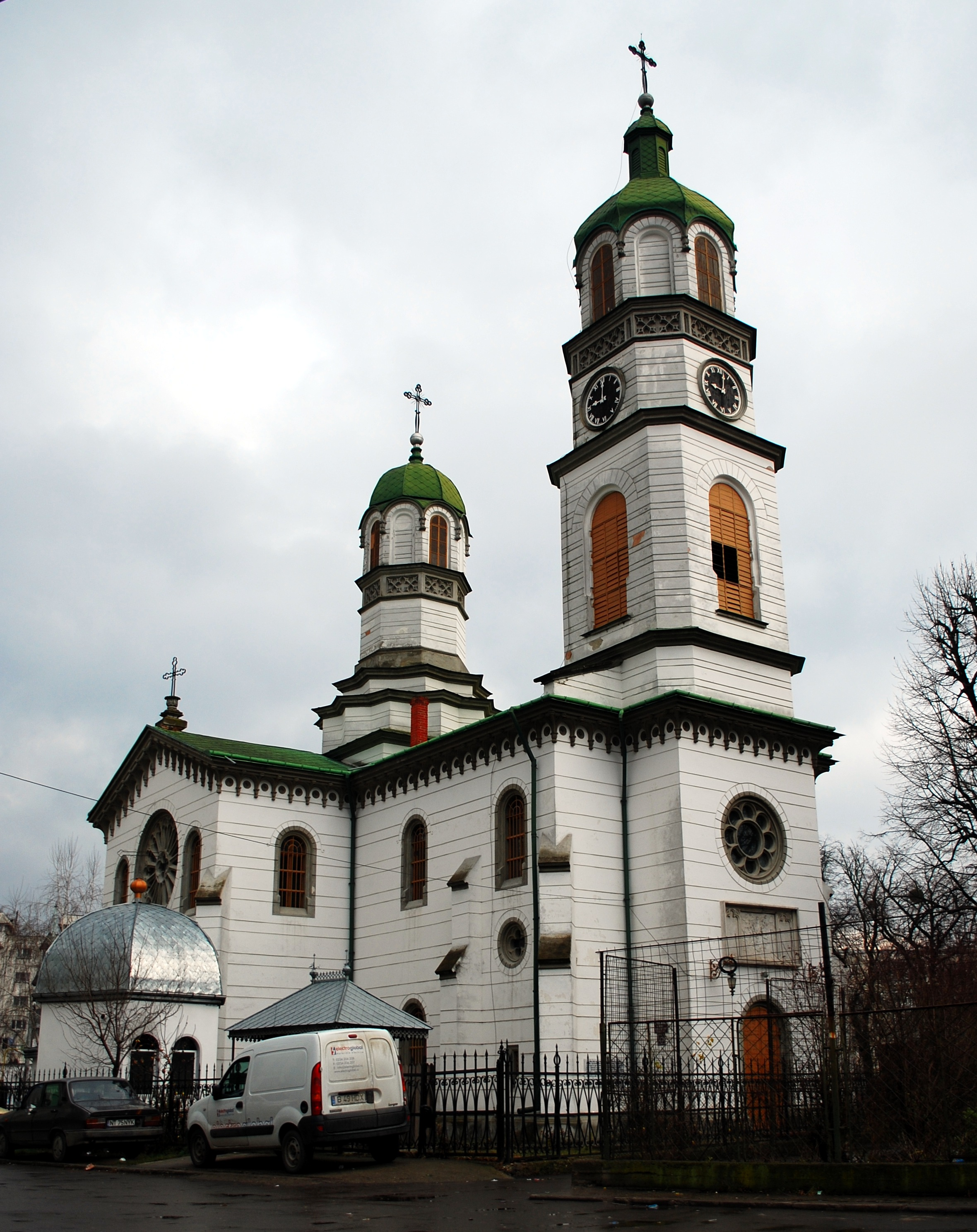
Örmény templom
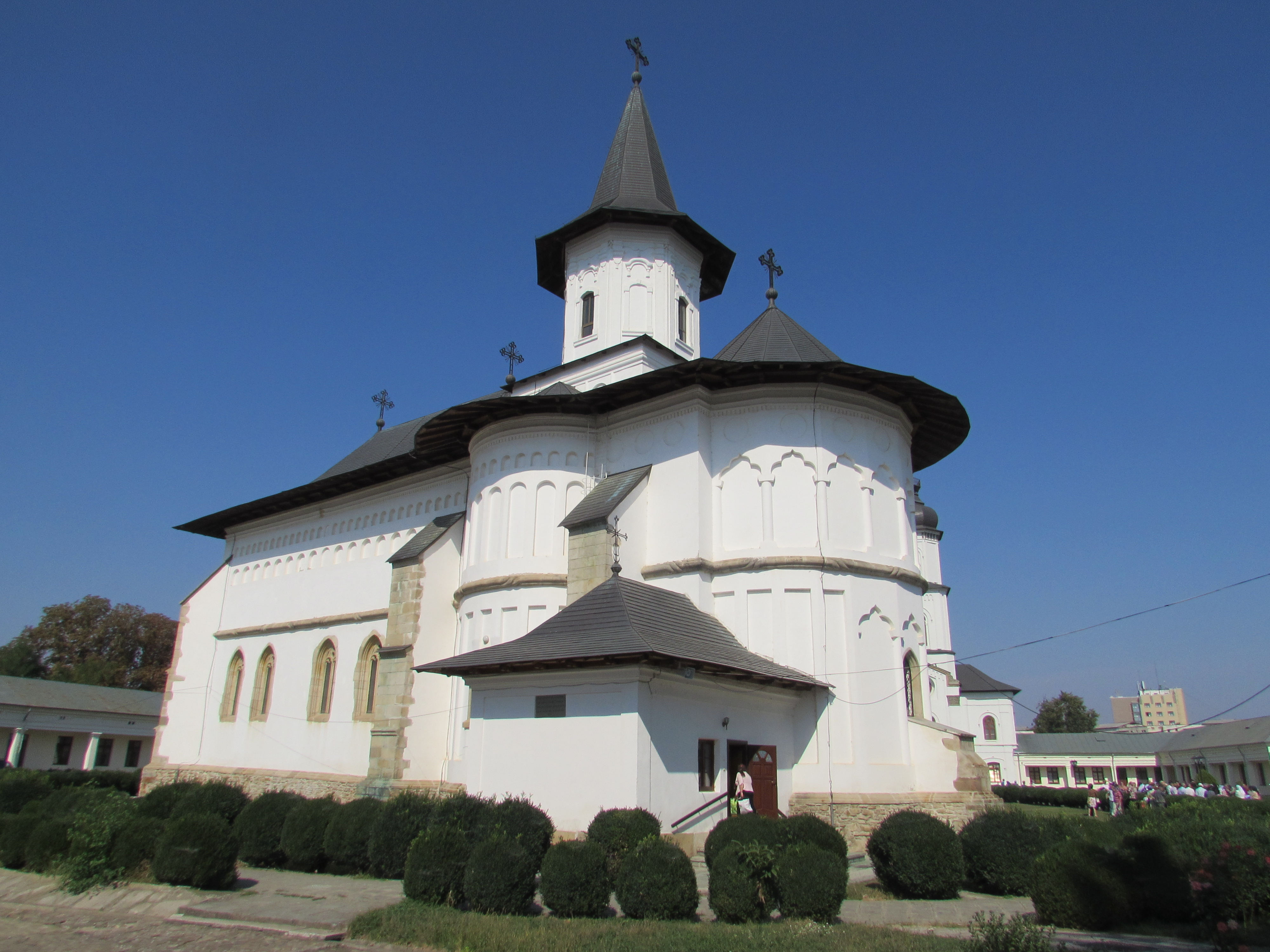
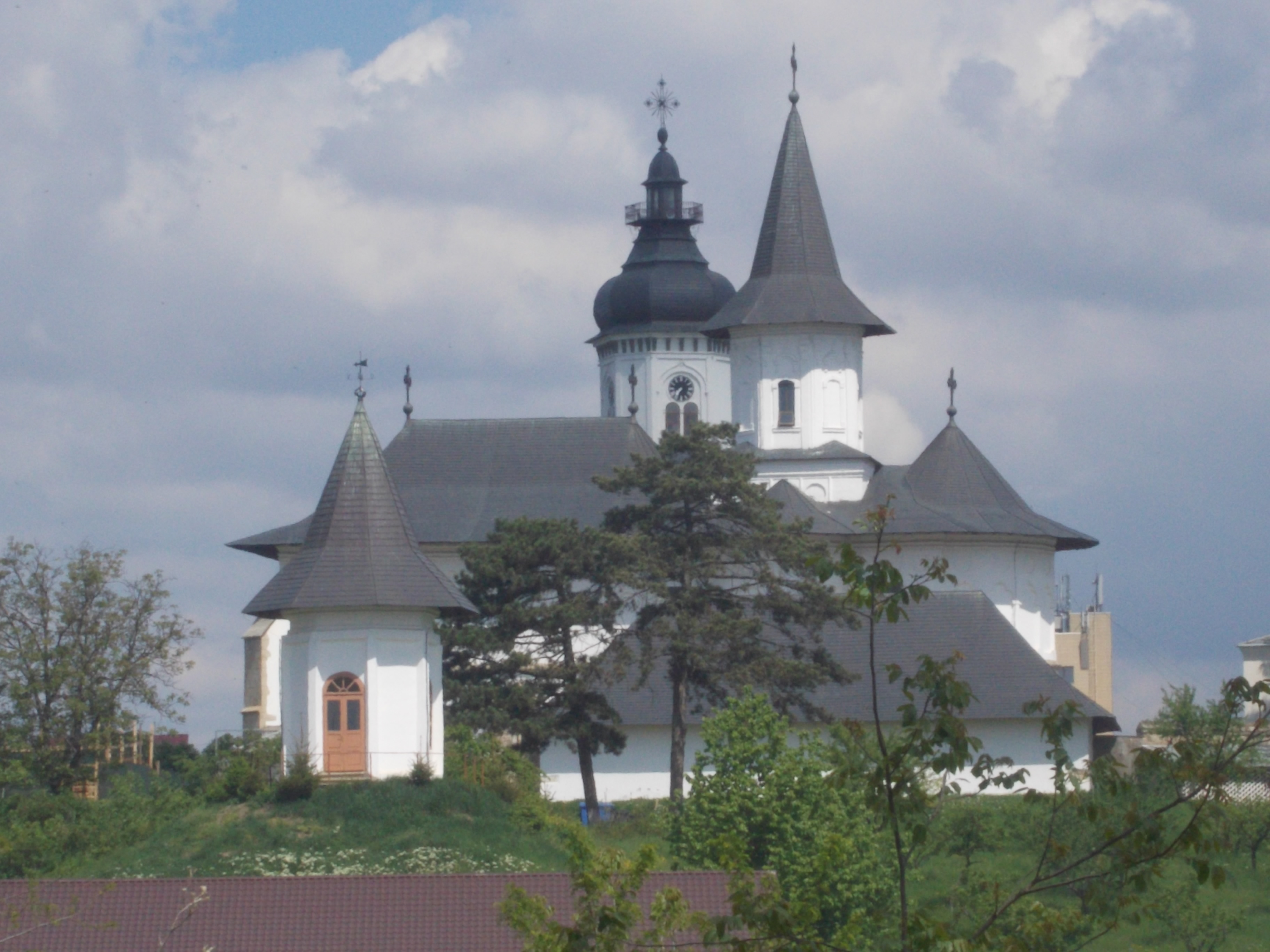
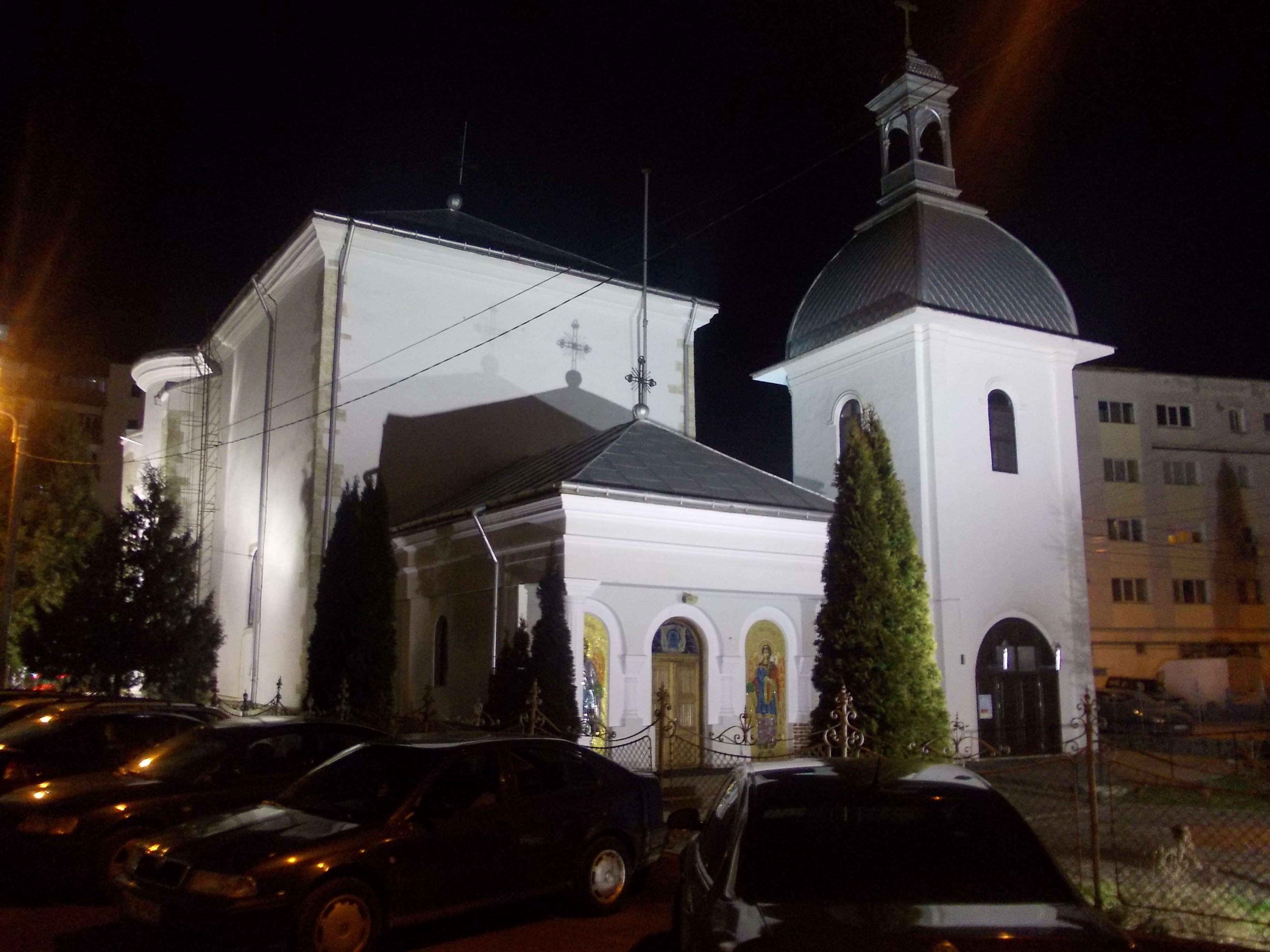